# 코빈 블루
코빈 블루 (1989년 2월 21일 ~ )는 미국의 배우, 모델, 가수이다. 그는 하이 스쿨 뮤지컬 시리즈, 플라이트 29 다운 시리즈, 디즈니 채널의 점프 인!으로 유명하다.
2007년 5월, 데뷔 앨범을 발표했다. 앨범은 첫 주에 18,000장의 판매고를 올렸고, 미국 빌보드 200에 36위로 데뷔하였다.

## 어린 시절
블루는 뉴욕 브루클린에서 마사와 데이비드 리버스의 아들로 태어났다. 어머니는 이탈리아계이며, 아버지는 자메이카계이다. 어렸을 땐 발레와 재즈에 주력하였고, 몇 년 동안 춤을 공부했다. 4살에 포드 모델스 소속 모델이 되었다. 로스앤젤레스 카운티 고등학교 졸업하였다.

## 연기 경력
1996년 조지 클루니와 함께 《ER》에 게스트 스타로 출연했다.

## 사생활
그는 디자이너 돈 에드 하디와 돌체앤가바나 의류를 많이 입는다. 그는 또한 오리지널 펭귄의 옷과 나이키 운동화를 좋아한다.
로스앤젤레스 레이커스 팀의 팬이다.

## 주요 출연작

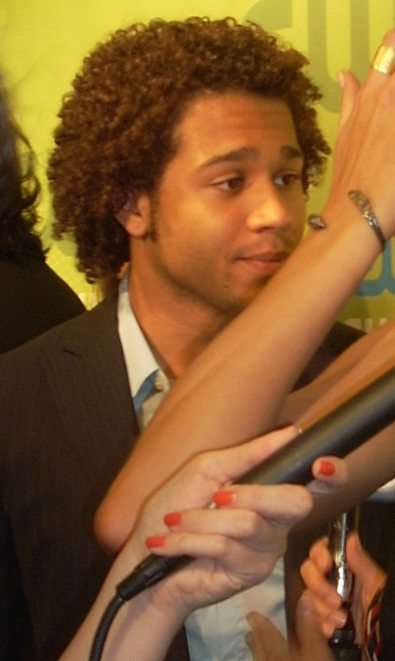
2009년 코빈 블루

- 1996 - 하이 사건 : (High Incident) : N/A
- 1996 - ER (드라마) : 작은 소년 역
- 1998 - 말콤 & 에디 : (Malcolm & Eddie) : 매튜
- 1998 - 솔저 : (Soldier) : 자니 역
- 1998 - 해변 영화 : (Beach Movie) : 아이
- 1999 - 가계도 : (Family Tree) : 리키
- 1999 - 미스터리 남자 : (Mystery Men) : 못 쓰게하다
- 1999 - 갤럭시 퀘스트 : (Galaxy Quest) : 어린 토미
- 2000 - 도와줘 : FBI는 가족의 진정한 생활 기반에 : (Cover Me: Based on the True Life of an FBI Family) : 닉
- 2001 - 아만다보기 : (The Amanda Show) : 카터
- 2004 - 녀석을 잡아라 : (Catch That Kid) : 오스틴
- 2005 - 29 비행 아래로 : (Flight 29 Down) : 나단 맥휴
- 2006 - 《Ned's Declassified School Survival Guide》: 스펜서
- 2006 - 하이 스쿨 뮤지컬 : 차드 댄포트
- 2006 - 한나 몬타나 : 존 콜린스
- 2007 - 다운 플라이트 29 : 영화 : (Flight 29 Down: The Movie) : 나단 맥휴
- 2007 - 마술 조롱박의 비밀 : (The Secret of the Magic Gourd) : 목소리
- 2007 - 뛰어! : (Jump In!) : 이지 다니엘스
- 2007 - 하이 스쿨 뮤지컬 2 : 차드 댄포트
- 2008 - 하이 스쿨 뮤지컬 3 : 졸업반 : 차드 댄포트
- 2009 - 프리 스타일 : (Free Style) : 케일 브라 이언트
- 2009 - 피니와 퍼브 : 《Coltrane》
- 2009 - 너머 모든 경계 : (Beyond All Boundaries) : 목소리
- 2009 - 아름다운 생활 : (The Beautiful Life) : 아이작
- 2010 - 난 블루를 코빈 위해 제 생명의 은인 : (I Owe My Life to Corbin Bleu) : 코빈 블루
- 2010 - 좋은 아내 : (The Good Wife) : 제이 호크 / 하비에르 디제이 베를린
- 2010 - 수도 작은 엔진 : (The Little Engine That Could) : 루
- 2011 - 설탕 : (Sugar) : 스케치
- 2012 - 테러 바이트 : (Terror Bytes) : 에모트
- 2012 - 르네 : (Renee)[5] : 맥키
- 2012 - 간호사 3D : (Nurse 3D)[6] : 스티브
- 2012 - 블루 블러드 : (Blue Bloods)[7] : 임원 블레이크
- 2013 - 원숭이의 앞발로 땅을 차다 : (The Monkey's Paw)[8]
- 2013 - 원 라이프 투 리브 : (One Life to Live): 제프리 킹[9]
- 2013 - 댄싱 위드 더 스타 : (Dancing with the Stars US)[10]

## 음반 목록
- 2006 - High School Musical Soundtrack
- 2007 - Another Side
- 2007 - Jump In! Soundtrack
- 2007 - High School Musical 2 Soundtrack
- 2007 - 《Disneymania 5》
- 2007 - Disney Channel Holiday
- 2008 - High School Musical 3: Senior Year soundtrack
- 2008 - Radio Disney Jams 10
- 2008 - 《Minutemen》사운드 트랙
- 2009 - Hannah Montana 3
- 2009 - Disney Channel Playlist
- 2009 - Speed of Light

- 2010 - In the Heights[11]
- 2012 - Godspell[12]

## 같이 보기
- 제프리 킹